# Busswil bei Melchnau
Busswil bei Melchnau là một đô thị ở huyện Aarwangen ở bang Bern ở Thụy Sĩ. Đô thị này có diện tích 2,86 km², dân số năm 2020 là 177 người.